# Howard Joel Wolowitz
Howard Joel Wolowitz és un personatge de ficció de la sèrie de televisió estatunidenca The Big Bang Theory interpretat per Simon Helberg. El seu personatge està inspirat en el d'un programador informàtic que coneix el cocreador de la sèrie Bill Prady.
La seva primera aparició va ser en l'episodi 1 de la primera temporada.

## Biografia
Wolowitz, nascut entre l'1 de març i el 30 de setembre de 1981, és enginyer aeroespacial i astronauta especialitzat en enginyeria, que treballa com a enginyer mecànic a l'Institut Tecnològic de Califòrnia al tenir un mestratge que va obtenir del MIT.
Pertany a la religió jueva (però no la practica) i és fill únic d'una mare dominant (Debbie Wolowitz), que cada vegada és més dependent d'ell i que el tracta com un nen.
La seva residència es troba a Altadena, Califòrnia. Viu amb la seva mare durant les primeres temporades i seguidament es muda per anar a viure amb la seva dona (Bernadette Rostenkowski) que es trobarà a través de les temporades de la sèrie i que juntament amb ella tindrà dos fills, Halley Wolowitz i Neil Michael Wolowitz.
Té el cabell castany i porta un pentinat dels anys 60 al igual que vesteix amb roba i conjunts d'aquella època. També te alergia als cacauets i pateix arritmia idiopàtica transitòria.
Parla 7 idiomes (anglès, francès, mandarí, rus, persa, àrab i klingon) i també pot interpretar i comunicar-se amb el llenguatge de signes.

## Personalitat i vida social
Wolowitz té una personalitat curiosa i en alguns casos desagradable. Es considera a ell mateix un nerd al igual que els seus millors amics Leonard Hofstadter, Sheldon Cooper i Rajesh Ramayan Koothrappali.
S'avergonyeix d'ell mateix ja que viu amb la seva mare, i per prendre's un respir se'n va al pis dels seus amics Leonard Hofstadter i Sheldon Cooper que és on hi passa la majoria del temps juntament amb el pis del seu altre bon amic en Rajesh Ramayan Koothrappali. En aquelles dues residències passen el temps amb jocs totalment nerd com dracs i masmorres (Dungeons and Dragons) i altres jocs de taula i videojocs d'estratègia. En l'apartament d'en Leonard Hofstadter i Sheldon Cooper hi sopen quasi cada nit juntament amb els seus amics anomenats anteriorment més la Penny (dona de Leonard a les últimes temporades), Amy Farrah Fowler (dona de Sheldon a les últimes temporades) i la seva dona Bernadette Rostenkowski.
Wolowitz, és una mica pervertit, i es demostra en la sèrie quan en la primera temporada no parava d'acotar sexualment a la Penny (la seva veïna) i a les amigues que convida. També abans de tenir dona, es considerava tot un seductor del sexe femení, tot hi que amb els seus mètodes estranys i extravertits que no té cap vergonya per posar en pràctica, àvidament aconsegueix l'efecte contrari el que el converteix en un desastre amb les dones. Com a enginyer, aparentment la NASA li ha confiat diversos experiments secrets. No obstant això, si Howard no els revela és perquè ningú li pren seriosament, ja que és molt irresponsable i pensa que les dones s'interessen en la seva ciència. Exposa secrets governamentals buscant conquistar dones, fins i tot els oferia a les seves conquestes la possibilitat de comandar una sonda espacial. 
Al final estaba tan desesperat per les dones que ja no li importava com fossin elles o de quina raça, altura, etc. Per exemple una vegada estava tan trist que els seus amics van contractar a una prostituta per a ell i al final el (Howard) els va agraïr.
El personatge de Simon Helberg té una indumentària molt característica, ja que es passeja per la ciutat amb un pentinat dels anys 60 com per exemple el dels Beatles, i vesteix amb roba dels 60 com podrien ser uns texans apretats amb un cinturó que resalta a la vista i una camisa apretada amb samarreta interior que també ressalta.
També és amant de la màgia i de les sèries i pel·lícules de ciència-ficció, superherois i màgia. Per exemple algunes de les seves sagues, series i pel·lícules preferides són Star Wars, La Lliga de la justicia, El Senyor dels Anells, Star Trek, etc.
El caràcter de Howard no és molt diferent al de Sheldon, ja que al igual que ell, Wolowitz també es un bufat i un immadur. Això es demostra, ja que sovint té discussions amb tothom i ha arribat a ser conflictiu, però sobretot discuteix molt amb en Sheldon, ja que aquest se'n riu d'ell per ser un enginyer i per no tenir un doctorat. Sovint, encara que se l'estima molt també discuteix amb la seva dona Bernadette.

## Treball i carrera
Howard Wolowitz és un enginyer aeroespacial i professors de Caltech 's Departament de Física Aplicada. Ha treballat al laboratori d'Enginyeria Astronàutica durant tres anys a partir de la primera temporada, va començar a treballar en JPL Deep Space Operations Center abans de la sèrie, i disposa d'un laboratori d'Enginyeria Mecànica.
Howard va dissenyar un satèl·lit que actualment està orbitant la lluna més gran de Júpiter, prenent fotografies d'alta resolució digital i remota satèl·lits reparacions de forma regular. Ell també soluciona problemes de càrrega útil del transbordador espacial, mentre que alguns dels components que va construir estan a l'Estació Espacial Internacional. Aquests components inclouen una estructura de suport a la petita càrrega útil d'un paquet de la ciència experimental Europea i la mà robòtica i programable de Wolowitz dissenyat per a reparacions extravehiculars.
Al intentar lligar amb dones dient-lis que podran conduir una sonda espacial, desafortunadament per a ell, la sonda s'atura en una rasa a Mart i per por a represàlies va esborrar tota evidència que fos ell el responsable d'aquesta missió espacial.
Al final, la NASA va recuperar fàcilment la sonda espacial, la qual tenia en la seva memòria proves que feien pensar en la possible existència de vida a Mart. Howard es va quedar sense el seu reconeixement, ja que va esborrar les seves proves de la missió.
En la seva professió, Howard es converteix en el co-dissenyador del Pishkin-Wolowitz Sistema d'Eliminació de Deixalles Líquids i dissenyador de la Wolowitz Zero-Gravity Waste Disposal System per a l'Estació Espacial Internacional. 
A més, Howard no se li atribueix la creació d'una càmera telescòpica per estabilitzar el suport de muntatge d'en Rajesh i no va poder fer l'equip per al nou Departament de Defensa làser equipat al satèl·lit de vigilància ja que se li va negar l'autorització de seguretat necessària.
En l'expedició 31, els membres de la tripulació Howard Wolowitz (esquerra), Dimitri Rezinov (centre), i Mike Massimino (dreta) viatjaven a la ISS en una càpsula Soiuz, ja que la NASA va seleccionar el disseny del seu (d'en Howard) equip per a un telescopi de camp l'espai profund que s'instal·larà a l'Estació Espacial Internacional, atorgant-li l'oportunitat de volar a bord d'un coet Soyuz per observar la seva desplegament a l'estació espacial com a especialista de càrrega útil. Posteriorment, Howard va sol·licitar l'informe a la NASA del Centre Espacial Johnson, a Houston, Texas, per a l'entrenament d'astronautes. Va completar la formació centrífuga humana i l'entrenament de supervivència en el desert, a més d'experimentar gravetat zero en un avió de gravetat reduïda. Després que una càpsula Soyuz falla en la prova de pressurització, la missió de tres setmanes havia estat inicialment esborrada, però la NASA va reprogramar per a un llançament a Kazakhstan, en la qual l'enlairament va començar amb una fuita de combustible.
D'aquesta manera Howard Joel Wolowitz viatja per l'espai amb el destí de la ISS just després d'haver-se casat amb la seva dona.